# Grande semaine de Fontainebleau
Les finales de chaque championnat jeunes chevaux (4, 5 et 6 ans auxquels s'ajoute le Grand Critérium des 7 ans) du circuit SHF sont disputées lors de la Grande Semaine de Fontainebleau à Fontainebleau qui se déroule en général pendant la semaine à cheval sur le mois d'août et septembre. 

## Championnat Jeunes Chevaux
Pour qu'un cheval de 4 ans se qualifie à la finale, il faut qu'il ait obtenu par ses performances en concours un minimum de gains dans l'année et une note appelée "note de NEP" d'un certain niveau au CIR (Concours inter régional). Pour les chevaux de 5, 6 et 7 ans, seuls les gains accumulés tout au long de la saison comptent. Ce minimum est défini tous les ans par les haras nationaux en fonction de l'âge du cheval, de la nature du cycle choisi et des gains moyens des chevaux sans faute enregistrés en début d'année.
Par la suite de cette semaine où de nombreux stands, spécialistes équins, sont présents, les chevaux sont classés selon leurs résultats : Élite, Excellent, Très Bon ...

## Commission d'approbation Selle Français
Durant la Semaine, une commission d'approbation des étalons selle-français est mise en place, organisée par les haras nationaux. L’ANSF y a annoncé la première liste des étalons approuvés à la monte en 2008 conformément à la réglementation actuelle, des 4, 5, 6 et 7 ans. La commission d’approbation des étalons SF précise qu'à partir de maintenant, dans un souci d’ouverture, davantage d’étalons de 4, 5 et 6 ans seront approuvés à la monte.